# Алба Јулија
Алба Јулија (рум. Alba Iulia, лат. Apulum), односно Ђулафехервар (мађ. Gyulafehérvár) или Ердељски Београд, град је у Румунији. Налази се у средишњем делу земље, у историјској покрајини Трансилванија. Алба Јулија је управно средиште округа Алба.
Алба Јулија се простире се на 103,65 km² и према попису из 2021. у граду је живело 64.227 становника.

## Географија
Град Алба Јулија налази се у јужном делу историјске покрајине Трансилваније. Град је смештен у долини реке Муреш, на месту где из ове долине лак прелаз ка суседним долинама Самоша на северу и Олта на југу. Због тога је град важно саобраћајно раскршће овог дела Румуније.

## Историја
Алба Јулија је основана на месту античког града Апулум, основаног од стране Римљана у 2. веку. Под угарску власт потпао је у 11. веку, а 1241. године опустошили су га Татари. Од средине 16. до краја 17. века Алба Јулија је била главни град Кнежевине Трансилваније. После битке код Селимбара, Михај Храбри, владар Кнежевине Влашке и  Молдавије, умарширао је у град и постао нови кнез Трансилваније, тако да је од 1599. до 1601. године Алба Јулија била главни град уједињених кнежевина (Влашке, Молдавије и Трансилваније). . Након укључивања Трансилваније у састав Хабзбуршке монархије крајем 17. века, град је остао под хабзбуршком влашћу све до 1918. године, када је прикључен Румунији, по одлуци велике скупштине која је 1. децембра те године одржана управо у Ђули, а на којој је проглашено уједињење свих румунских земаља. Ђула је била место крунисања краља Фердинанда 1922. Данас, Алба Јулија представља духовни центар Румуније.
Срби су град називали Ердељским Београдом, а крајем 16. века на то подручје су се доселиле многе српске избеглице из Баната, након пропасти устанка (1594) против Турака у Темишварском пашалуку. Везе између обновљене Српске патријаршије и православних хришћана у Трансилванији постојале су већ од друге половине 16. века, а другој половини 17. века, православни митрополит Трансилваније био је српски владика Сава Бранковић, који је умро у Ђули (1683).
У предграђу Алби Каролини 1846. године живело је 450 православних породица. Парохију су опслуживали пароси, поп Јоаким Бацила и поп Никола Мунћановић.

## Становништво
У односу на попис из 2002, број становника на попису из 2011. се смањио.
| 1966.  | 1977.  | 1992.  | 2002.  | 2011.  |
| ------ | ------ | ------ | ------ | ------ |
| 22.215 | 41.199 | 71.168 | 66.369 | 63.536 |

Матични Румуни чине већину градског становништва (94%), а од мањина присутни су Мађари (3%) и Роми (2%). У граду живе и значајне заједнице Јевреја и Немаца које чине 1% популације.

### Попис 2002.
| Расподела становништва по националности 2002.‍ | Расподела становништва по националности 2002.‍ | Расподела становништва по националности 2002.‍ | Расподела становништва по националности 2002.‍ | Расподела становништва по националности 2002.‍ |
| --------------------------------------------- | --------------------------------------------- | --------------------------------------------- | --------------------------------------------- | --------------------------------------------- |
|                                               |                                               |                                               |                                               |                                               |
| Румуни                                        | Румуни                                        |                                               | 56.016                                        | 94,3%                                         |
| Мађари                                        | Мађари                                        |                                               | 1.767                                         | 3,0%                                          |
| Роми                                          | Роми                                          |                                               | 1.255                                         | 2,1%                                          |
| Украјинци                                     | Украјинци                                     |                                               | 11                                            | 0,0%                                          |
| Немци                                         | Немци                                         |                                               | 206                                           | 0,3%                                          |
| Турци                                         | Турци                                         |                                               | 11                                            | 0,0%                                          |
| Бугари                                        | Бугари                                        |                                               | 9                                             | 0,0%                                          |
| Грци                                          | Грци                                          |                                               | 5                                             | 0,0%                                          |
| Јевреји                                       | Јевреји                                       |                                               | 20                                            | 0,0%                                          |
| Италијани                                     | Италијани                                     |                                               | 42                                            | 0,1%                                          |
| Кинези                                        | Кинези                                        |                                               | 5                                             | 0,0%                                          |
| други                                         | други                                         |                                               | 30                                            | 0,1%                                          |
| неизјашњени                                   | неизјашњени                                   |                                               | 9                                             | 0,0%                                          |

## Знаменитости
Тврђава у Алба Јулији је саграђена између 1714–1738, сматра се као највећим представником типа Вобан тврђава Румуније. План тврђаве је конструисан од стране италијанског архитекте Ђованија Морандо Висконтија, под командом генерала Стефана Стеинвилле, завршена под генералом Вајсом. Радови на тврђави почели су 4. новембра 1715, када је постављен камен темељац бастиону посвећен цару, који се налази на северној страни тврђаве. Утврђење је добило име по нацрту Вајс Утврђење главном граду Кнежевине Трансилваније Алба. Између 18. и 19. века град је служио као војни центар Кнежевине Трансилваније и опште складиште оружја. У градњи зида обима око 12 km учествовало је 20.000 кметова. Тврђава се састоји од седам бастиона (Еуген Савојски, Стефана, Тројице, Светог Михаила, Светог Карла, Светог Капистрана, Свете Елизабете) представљајући њен чувени звездани облик. Највећа кула је Тројице, која има 116 и 135 m и налази се у центру. Тврђава је јединствена, како у декоративним елементима тако и по лепоти шест врата утврђења која су јединствена у свим војним структурама у Европи. Инспирација за уметнике је древна митологија, декорисана од стране Јохан Кониг, Јохан Висцхер и Ђузепе Тенцалла. Унутар њених зидина су одржани најважнији догађаји у историји римског народа, епилог побуне Кореја и велико уједињење Кнежевине Трансилваније са Краљевином Румунијом 1. децембра 1918.

## Галерија
- Алба Јулија - Православни катедрални храм
- Алба Јулија - католичка црква
- Део утврђења око старог града

## Градови побратими
Алба Јулија је побратимљена са следећим градовима:
- Арнсберг, Немачка
- Стони Београд, Мађарска
- Назарет Илит, Израел
- Егио, Грчка
- Алкала де Енарес, Шпанија
- Сливен, Бугарска
- Дузџе, Турска
- Алкала де Енарес, Италија
- Варезе, Италија